# Un homme de trop à bord
Pour plus de détails, voir Fiche technique et Distribution.
Un homme de trop à bord (Einer zuviel an Bord) est un film franco-allemand réalisé par Gerhard Lamprecht et Roger Le Bon, sorti en 1935.

## Synopsis
Lors d'une tempête en mer, le capitaine Werner disparait. Les marins pensent qu'il s'agit d'un accident, mais il commence à y avoir des rumeurs de meurtre.

## Fiche technique
- Titre français : Un homme de trop à bord
- Titre allemand : Einer zuviel an Bord
- Réalisation : Gerhard Lamprecht et Roger Le Bon
- Scénario : Fred Andreas d'après son propre roman, Philipp Lothar Mayring, Kurt Heuser
- Décors : Otto Erdmann	et Hans Sohnle
- Photographie : Robert Baberske
- Musique : Werner Bochmann
- Production : Bruno Duday et Raoul Ploquin
- Pays de production :  France- Reich allemand
- Sociétés de production : Universum Film (UFA) et L'Alliance Cinématographique Européenne (ACE)
- Genre : Drame
- Durée : 80 minutes
- Dates de sortie : 
  - Allemagne : 31 octobre 1935
  - France : 6 décembre 1935

## Distribution
- Annie Ducaux : Suzanne Egert
- Thomy Bourdelle : Werner
- Jacques Dumesnil : Clay
- Suzanne Dantès : Madame Shelf
- Roger Karl : Petersen
- Jean Toulout : Muller
- Nicole de Rouves : Lou
- Fred Pasquali : Wrensky
- Auguste Boverio : Spontini
- Henry Bonvallet : Shelf
- Bill-Bocketts
- Rosa Hay
- José Sergy